# Batalla de La Meca (1916)
La batalla de la Meca ocurrió en la ciudad santa musulmana de La Meca en junio y julio de 1916. El 10 de junio, el Jerife de La Meca, Husayn ibn Ali, el líder del clan Banú Hashim, inició una revuelta contra el Califato Otomano de esta ciudad. La Batalla de La Meca fue parte de la Rebelión Árabe de la Primera Guerra Mundial.

## Antecedentes

Imagen de La Meca, de la Kaaba, de 1910

El Jerife de La Meca planeaba crear un estado árabe desde el sur de la península arábiga: Adén (Yemen) al norte sirio (Alepo). Para este propósito buscó la ayuda de los británicos. También preparó a sus cuatro hijos para esta ambiciosa aventura.

## Sucesos
| Fecha: 10/06/1916-04/07/1916 Localización geográfica: La Meca, Arabia Saudita Resultado: Victoria de la Rebelión Árabe, creación del Reino Hachemita del Hiyaz | Fecha: 10/06/1916-04/07/1916 Localización geográfica: La Meca, Arabia Saudita Resultado: Victoria de la Rebelión Árabe, creación del Reino Hachemita del Hiyaz |
| --- | --- |
| Beligerantes | |
| Reino Hachemita del Hiyaz | Imperio Otomano |
| Comandantes y líderes | |
| Fáysal I de Irak Abd Allah ibn Husayn Ali bin Hussein | Fakhri Pasha |
| Número de efectivos | |
| Entre 5.000-10.000 | 1.000 |

A principios de junio de 1916, la mayor parte del ejército otomano había ido a Taif, una colina montañosa en Arabia acompañando a Ghalib Pasha, el gobernador de Hijaz. Sólo mil hombres quedaron para defender La Meca. Muchos de ellos estaban dormidos en cuarteles en el valle el 10 de junio cuando el Sharif de La Meca, Hussein bin Ali disparó al aire desde la ventana del palacio hachemita señalando el comienzo de la Rebelión Árabe. 
Al oír esto, sus 5000 partidarios comenzaron a disparar contra las tropas turcas, situadas en tres fortalezas con vistas a la ciudad santa, y también en el cuartel de Jirwall en el camino al puerto de Yeda. El ataque contra las fuerzas turcas fue repentino, su comandante en funciones desconocía que había comenzado una revuelta, y además, como los uniformes de ambos bandos eran del mismo color, supuso una gran ventaja para los hachemitas. El comandante otomano consiguió, por vía telefónica establecer contacto con Sharif Hussain acerca de la situación y se tomó la decisión de que los Otomanos se rindiesen.
Él se negó, y por tanto la batalla comenzó y continuó. Al día siguiente, las fuerzas de Banu Hashim avanzaron y capturaron a Bash-Karakol, junto al Masjid al-Haram. Al tercer día, Hamidia, la Oficina del Gobierno Otomano, fue capturada, y también secuestraron al vicegobernador. Ahora el vicegobernador cautivo ordenó a sus tropas turcas restantes que se rindieran, y ellos, de nuevo, se negaron.
El resultado fue un estancamiento. Y fue entonces cuando Sir Reginald Wingate envió dos piezas de artillería desde Sudán hasta Yeda, con artilleros egipcios entrenados, que rompieron los muros del fuerte turco. El ejército de Hussein bin Ali atacó y el 4 de julio de 1916 fue tomada la última resistencia turca en La Meca, cuartel de Jirwall, tras tres semanas de resistencia obstinada.

## Resultados
Esta batalla marcó el comienzo del fin del Imperio Otomano, y también provocó el comienzo de un Reino hachemita cuya capital era La Meca. Gradualmente, este reino se expandió hacia el norte. Esta batalla dejó profundas cicatrices en el Medio Oriente. Los estados árabes estuvieron bajo fuerte influencia europea. El Califato Otomano terminó y Palestina cayó bajo el dominio británico, lo que conduce a la entrega del estado de Israel. El Sharif de La Meca fue depuesto por el rival Abdulaziz bin Saúd y su sueño de un estado árabe que se extiende desde Yemen a Siria siguió sin alcanzarse.